# Montaigu-de-Quercy
Montaigu-de-Quercy é uma comuna francesa na região administrativa da Occitânia, no departamento de Tarn-et-Garonne. Estende-se por uma área de 76.44 km², e possui 1.306 habitantes, segundo o censo de 2018, com uma densidade de 17 hab/km².